# Ohabia (okręg Hunedoara)
Ohabia – wieś w Rumunii, w okręgu Hunedoara, w gminie Lăpugiu de Jos. W 2011 roku liczyła 178 mieszkańców.